# Río Foupana
El río Foupana (en portugués: ribeira da Foupana) es un río del suroeste de la península ibérica perteneciente a la cuenca hidrográfica del Guadiana, que discurre por la región del Algarve, en Portugal.
Nace en la Sierra del Caldeirão, cerca de la localidad de Cortiçadas a una altitud de 495 m s. n. m. Recorre los municipios de Alcoutín y Castromarín, desaguando en el río Odeleite un poco antes de su desembocadura en la margen derecha del río Guadiana.

## Fuente
- Esta obra contiene una traducción  derivada de «Ribeira da Foupana» de Wikipedia en portugués, publicada por sus editores bajo la Licencia de documentación libre de GNU y la Licencia Creative Commons Atribución-CompartirIgual 4.0 Internacional.

- Datos: Q10360682